# Минијатурна конвенција
Конвенција у малом, Уговор у малом или Минијатурна конвенција различити су називи за Члан 3 Женевске конвенције. До доношења Допунског Протокола II, из 1977. године, Члан 3 је био једини члан који су државе биле обавезне да примењују. 
Члан 3 је заједнички за све четири Женевске конвенције. Третира лица у оружаним сукобима немеђународног карактера. Ради се о лицима учесницима у грађанским, колонијалним ратовима и другим устанцима. До 1949. године ова лица нису била штићена међународним правом. Заштита овим чланом је мала и своди се на захтев за хуманитарним поступком према лицима која су непосредно учествовала у сукобу, подразумевајући и припаднике оружаних снага, који су положили оружје, као и лицима онеспособљеним услед болести, рана, лишених слободе или због било ког другог узрока, без икакве дискриминације. 
Правила садржана у Члану 3 сматрају се обичајним правом и представљају минимални стандард од кога зараћене стране не би требало никад да одступе. Међународно хуманитарно право не примењује се на ситуације које по интензитету насиља не досежу ниво оружаног сукоба. Случајеви те врсте уређени су одредбама људских права и мерама домаћег законодавства примењивим у наведеним ситуацијама.
Овај члан забрањује низ радњи почињених проти лица која су престала да активно учествују у непријатељствима, као што су мучења, повреда личног достојанства, нарочито
увредљиви и понижавајући поступци

## Члан 3 Женевске конвенције
У случају оружаног сукоба који нема карактер међународног сукоба и који избије на територији једне од Високих страна уговорница, свака од Страна у сукобу биће дужна да примењује бар следеће одредбе:
1) Према лицима која не учествују непосредно у непријатељствима, подразумевајући ту и припаднике оружаних снага који су положили оружје и лица онеспособљена за борбу услед болести, ране, лишења слободе, или из којег било другог узрока, поступаће се у свакој прилици, човечно, без икакве неповољне дискриминације засноване на раси, боји коже, вери или убеђењу, полу, рођењу или имовном стању, или коме било другом сличном мерилу.
У том циљу, забрањени су и убудуће се забрањују, у свако доба и на сваком месту, према горенаведеним лицима следећи поступци повреде које се наносе животу и телесном интегритету, нарочито све врсте убиства, осакаћења, свирепости и мучења
б) узимање талаца
ц) повреде личног достојанства, нарочито увредљиви и понижавајући поступци
д) изрицање и извршавање казни без претходног суђења од стране редовно установљеног суда и пропраћеног свим судским гарантијама које цивилизовани народи признају за неопходне
2) Рањеници и болесници биће прихваћени и неговани.
Свака непристрасна хуманитарна организација, као што је Међународни комитет црвеног крста, може да понуди своје услуге странама у сукобу.
Стране у сукобу ће се трудити с друге стране, да ставе на снагу путем посебних споразума један део или и све остале одредбе ове конвенције.
Примена претходних одредаба неће имати утицаја на правни положај Страна у сукобу.